# Necronomicon (film)
Necronomicon è un film del 1993 diretto da Christophe Gans, Shūsuke Kaneko e Brian Yuzna. Prodotto da Brian Yuzna, il film è formato dalla trilogia di tre racconti, ispirato all'espediente letterario creato dallo scrittore statunitense Howard Phillips Lovecraft. La sua uscita nelle sale europee è avvenuta nel febbraio del 1994. L'episodio cornice (The Library) e il terzo racconto (Whispers) sono stati diretti da Yuzna stesso; the Drowned e The Cold, portano rispettivamente la firma del francese Christophe Gans e del giapponese Shūsuke Kaneko. Il produttore e regista Brian Yuzna appare in un cammeo nel ruolo del tassista che accompagna Combs/Lovecraft.

## Trama
Primi anni '20, lo scrittore di Providence Howard Phillips Lovecraft (Jeffrey Combs) scopre che una copia del Necronomicon è custodita in un Monastero non lontano dalla sua zona di residenza; sfruttando il suo lasciapassare per le librerie più esclusive e ingannando il monaco incaricato di proteggerlo riesce ad entrarne in possesso scoprendo però che si tratta in realtà di una serie di racconti che riguardano persone venute a contatto con il misterioso artefatto originale; la particolarità vera però è quella che tutte le avventure sono ambientate ben oltre gli anni '20:
The Drowned - Gli Annegati:
Edward De Lapoer eredita il vecchio maniero dello zio, morto molti anni prima per suicidio, e una lettera a lui indirizzata dove viene descritto il perché di tale azione: dopo aver perso in un naufragio la moglie e il figlio, Jethro De Lapoer tenta di riportarli indietro utilizzando il libro sacrilego dei morti donatogli da un uomo pesce ma otterrà solo pallide copie di coloro che amava. Dopo aver recuperato l'artefatto anche Edward tenterà di far tornare in vita l'ex fidanzata morta in un incidente stradale scoprendo che le varie copie non sono altro che i tentacoli mutati di un mostruoso essere a forma di polipo gigante.
The Cold - Il Freddo:
Il giornalista Dale Porkel indaga sulla misteriosa sparizione del Dottor Madden e di diversi omicidi a lui collegati, durante le sue ricerche incontra la signorina Osterman, una giovane donna affetta da una misteriosa malattia che non gli permette di stare alla luce del sole o di prendere caldo alla pelle, per questo costretta a vivere nel freddo più totale; ella inizierà a raccontare la storia di sua madre e del dottor Osterman così da accontentare la curiosità del reporter: Emily Osterman si trasferì a Boston per studiare Flauto, incontrò il dottor Madden che l'accolse e la difese dai tentativi di stupro di un uomo molto più grande di lei. Un giorno il dottore gli rivelerà che durante le sue ricerche è riuscito a sintetizzare un batterio marino in grado di rallentare l'invecchiamento a livelli mai visti prima, permetterebbe addirittura di diventare immortali, il prezzo da pagare però è quello delle vite umane, visto che bisogna introdurre nel proprio organismo sempre nuovo liquido spintale, e la totale assenza del sole o del calore. Nel finale si scopre che la signorina Osterman in realtà è la stessa Emily rimasta incinta dal professore e infettata dalla sua stessa maledizione; dopo averlo confessato, la donna uccide Porkel estraendogli il liquido spinale necessario per rimanere in vita.
Whispers - Ssussurri:
Sara e Paul, due agenti della polizia statunitense, discutono sulla loro relazione e sulla possibilità di tenere il bambino di cui è incinta; durante il loro turno si trovano ad inseguire un malvivente noto come "il macellaio" e finiscono per avere un incidente d'auto; al suo risveglio, Sara scopre che Paul è stato catturato e portato all'interno di una strana caverna e finisce anche lei per essere vittima delle misteriose creature. Durante la sua prigionia verrà offerta in sacrificio a delle creature simili a pipistrelli giganti che hanno bisogno del suo sangue per potersi riprodurre - per via dello shock vivrà un'esperienza onirica confusionaria per poi tornare alla caverna in attesa di essere divorata.
La Biblioteca (Finale):
Lovecraft, una volta completata la lettura, decide di portare via con se il libro ma viene intercettato da uno dei monaci che lo invita a rimettere a posto il libro prima dell'apertura dell'ultimo sigillo ma dato che ha perso le chiavi è impossibilitato a farlo. Dopo aver sconfitto una creatura acquatica molto simile a quella del primo racconto (ma molto più piccola) e lasciato i monaci/alieni al loro destino con l'ignoto, Lovecraft sale sul taxi con cui è arrivato e fugge con ancora in mano il libro.

## Premi
Academy of Science Fiction, Fantasy & Horror Films
- 1 nomination (1997): Saturn Award - Best Home Video Release

Fantafestival
- 1 vinto (1994): Best Special Effects;

Fantasporto
- 1 vinto (1994): International Fantasy Film Award - Best Special Effects;
- 1 nomination (1994): International Fantasy Film Award - Best Film (Brian Yuzna);